# La Victoria, Matías Romero Avendaño
La Victoria är en ort i Mexiko.   Den ligger i kommunen Matías Romero Avendaño och delstaten Oaxaca, i den sydöstra delen av landet, 500 km sydost om huvudstaden Mexico City. La Victoria ligger 121 meter över havet och antalet invånare är 463.
Terrängen runt La Victoria är platt åt nordväst, men åt sydost är den kuperad. Terrängen runt La Victoria sluttar norrut. Runt La Victoria är det glesbefolkat, med 9 invånare per kvadratkilometer. Närmaste större samhälle är El Paraíso, 18,5 km norr om La Victoria. Omgivningarna runt La Victoria är en mosaik av jordbruksmark och naturlig växtlighet.